# Will Haven
I Will Haven sono un gruppo musicale alternative metal statunitense formatosi nel 1995 a Sacramento (California).

## Storia del gruppo
Il gruppo fu fondato nel 1995 da Grady Avenell (voce), Jeff Irwin (chitarra), e Mike Martin (basso). In seguito, dopo aver provato con un gran numero di batteristi, alla fine scelsero come membro stabile Wayne Morse.
Nel 1996 pubblicarono l'EP Will Haven.
Nel 1997 firmarono un contratto con l'etichetta discografica Revelation Records, per la quale pubblicarono il primo lavoro in studio, El diablo.
Nel 1999, dopo la pubblicazione del secondo album WHVN, partirono con i Deftones per un tour in Europa.
Nel 2000 Wayne Morse lasciò la band e nello stesso anno Grady Avenell collaborò con i Soulfly e Chino Moreno nel brano Pain dell'album Primitive.
Nel 2001 uscì Carpe Diem, terzo album dei Will Haven, cui seguirono numerosi concerti per la sua promozione.
Dall'album fu estratto il singolo Carpe Diem, nel video musicale del quale compariva Chino Moreno dei Deftones.
Nel 2002 la band si sciolse in seguito all'abbandono da parte di Grady Avenell, ma si riformò nel 2005 con Grady nuovamente alla voce.
Poco tempo dopo Grady decise però di uscire di nuovo dal gruppo e fu sostituito da Jeff Jaworski, inoltre si aggiunse un nuovo chitarrista, Cayle Hunter, che però lasciò la band nel 2006.
Dopo molto tempo speso in concerti, il 18 giugno 2007 pubblicarono l'album The Hierophant.
Poco tempo dopo il bassista Mike Martin uscì dal gruppo, senza però dare alcuna motivazione per questo, e fu rimpiazzato durante alcuni concerti da Reyka Osburn.
Nel 2009 i Will Haven annunciarono il ritorno di Grady Avenell nel gruppo.
Nel 2010 la band ha annunciato la probabile uscita di un nuovo album, con il nuovo bassista Chris Fehn al posto di Mike Martin.
Un EP dal titolo Open the Mind to Discomfort è stato pubblicato nel maggio 2015.
L'album intitolato Muerte è stato pubblicato nel marzo 2018.
Il settimo album in studio del gruppo, dal titolo VII, è stato pubblicato nel luglio 2023.

## Formazione

### Formazione attuale
- Grady Avenell – voce (1995-2002, 2005-2007, 2009-presente)
- Jeff Irwin – chitarra (1995-2002, 2005-presente)
- Mitch Wheeler – batteria (2000-2002, 2005-presente)
- Anthony Paganelli – chitarra (2007–presente)
- Adrien Contreras – basso (2012–presente), tastiera (2010–2012)

### Ex membri
- Mike Martin - basso (1995-2002, 2005-2010)
- Jeff Jaworski - voce (2007–2009)
- Cayle Hunter – chitarra (2005–2006)
- Wayne Morse – batteria (1995–2000)
- Dave Hulse – batteria (2000–2001)
- Chris Robyn – batteria (2000)
- Chris Fehn – basso (2010–2012)
- Reyka Osburn - basso (2008–2009) - turnista

## Discografia

### Album in studio
- 1997 - El Diablo
- 1999 - WHVN
- 2001 - Carpe Diem
- 2007 - The Hierophant
- 2011 - Voir Dire
- 2018 - Muerte
- 2023 - VII

### EP
- 1996 - Will Haven EP
- 2015 - Open the Mind to Discomfort